# Indothele rothi
Indothele rothi is een spinnensoort uit de familie Dipluridae. De soort komt voor in India.